# 関孝英
関 孝英（せき たかひで、1966年12月9日 - ）は、日本の僧侶・アメリカンフットボール指導者、元銀行員。東京都中野区出身。天台宗善明寺の副住職を務めるほか、佼成学園高等学校アメリカンフットボール部「LOTUS」の指導スタッフ（DLコーチ・副監督相当）としてチームの強化に貢献した。学生時代は日本大学アメリカンフットボール部フェニックスで主将を務め、全国大会制覇に貢献した。

## 経歴

### 職歴
- 天台宗 善明寺 副住職（2013年12月～現職）[1]
- SMBCコンサルティング（2013年10月31日～2013年12月30日）[2]
- 三井住友銀行（SMBC）（1989年3月31日～2013年11月29日）[2]

### 学歴
- 佼成学園高等学校（1985年卒業）
- 日本大学（1989年卒業）
- 大正大学（2016年卒業）
- 大正大学大学院 仏教学研究科 修士課程 修了（2019年）／博士後期課程在学・退学（2020年）[3]

## スポーツ経歴

### 選手経歴
関は日本大学アメリカンフットボール部フェニックスに所属し、1988年度（在学時）には主将を務め、甲子園ボウル・ライスボウル制覇に貢献したとされる。

### 指導歴
卒業後は母校である佼成学園高等学校のアメリカンフットボール部「LOTUS」にてDLコーチとして指導にあたり、副監督相当の職務を兼務した。関の指導と助言はチームの戦略構築に影響を与え、2016年から2018年にかけてのクリスマスボウル連覇などの成果に寄与したと報じられている。

## 人物
チームをまとめるリーダーシップで知られ、「時に自分が『嫌われ者』になることでチームを統率した」といった評伝的記述がみられる。現職では僧侶として宗教活動を行いながら、地域・学校スポーツへの貢献を続けている。